# تعلم حسي حركي
التعلم الحسي الحركي (المعروف أيضاً باسم التعلم عن طريق اللمس) هو أحد أساليب التعلم يحدث فيه التعلم عن طريق قيام الطلاب بأنشطة بدنية وليس الاستماع إلى مُحاضر أو مشاهدة شرح. وعادة ما يُطلق على من يفضلون التعلم الحسي الحركي «الفاعلون»، ويُشكل المتعلمون بطريقة اللمس - الحسية الحركية خمسة بالمائة من السكان. ويصنف نموذج فليمنج للبرمجة اللغوية العصبية (وهو واحد من أشهر التصنيفات المستخدمة على نطاق واسع لمختلف أنواع أساليب التعلم) أساليب التعلم كما يلي:
- المتعلمون بالطريقة البصرية
- المتعلمون بالطريقة السمعية
- المتعلمون الذين يفضلون طريقة القراءة أو الكتابة
- المتعلمون بالطريقة الحسية الحركية[3]

## معلومات تاريخية
اقترن الذكاء الحسي الحركي في الأصل بالقدرات الخاصة باللمس وقام هوارد جاردنر بتناولها بالتعريف والشرح في كتابه «أطر العقل: نظرية الذكاءات المتعددة» Frames Of Mind: The Theory of Multiple Intelligences (أطر العقل: نظرية الذكاءات المتعددة). ويصف جاردنر هذه الأنشطة (مثل: الرقص وإجراء عملية جراحية) بأنها تحتاج إلى قدر كبير من الذكاء الحسي الحركي: استخدام الجسم في إيجاد (أو فعل) شيء ما.
وكتبت مارجريت هادوبلر وتحدثت عن التعلم الحسي الحركي خلال أربعينيات القرن العشرين، وعرفته بأنه قدرة جسم الإنسان على التعبير عن نفسه من خلال الحركة أو الرقص.

## الخصائص
وفقًا لنظرية أساليب التعلم، يكون الطلاب الذين أساس تعليمهم الأسلوب الحسي الحركي متعلمين بالاستكشاف: حيث يدركون الأشياء عن طريق العمل وليس التفكير قبل البدء في اتخاذ إجراء ما، وقد يكافحون من أجل تعلم القراءة والكتابة.
أثناء التعلم، تساعد الحركة الطلاب وتزيد من استيعابهم خاصة الطلاب الذين يحصلون على درجات أفضل بشكل عام في الامتحانات، وكثيرًا ما ينجح المتعلمون بالأسلوب الحسي الحركي في بعض الأنشطة مثل تجارب الكيمياء والأنشطة الرياضية والفنية والتمثيل، كما يمكنهم الاستماع للموسيقى في أثناء التعلم أو الدراسة. ومن الشائع لدى المتعلمين بالأسلوب الحسي الحركي التركيز على أشياء مختلفة في نفس الوقت وتذكر ما يتعلق بما يفعلونه، حيث يتمتعون بـ تآزر حركي بصري جيد. وفي التعلم الحسي الحركي، يبدأ التعلم عندما يستخدم المتعلم جسده في التعبير عن خاطرة أو فكرة أو مفهوم (في أي مجال).
في فصول المرحلة الابتدائية، قد يجد هؤلاء الطلاب صعوبة في التكيف لأنهم بحاجة للحركة، وقد تتسبب المستويات العالية من الطاقة لديهم في هياجهم وعدم هدوئهم أو صبرهم، وتعزز حركة المتعلمين بالأسلوب الحسي الحركي من ذاكرتهم على المستويين القصير والطويل.

## التصنيف
تؤكد ريتا دان على أن التعلم الحسي الحركي والتعلم باللمس ينتميان لنفس أسلوب التعلم. ويصر جالييت بنزيون على أن التعلم الحسي الحركي والتعلم باللمس أسلوبان منفصلان للتعلم لهما خصائصهما المتباينة، ويعرف التعلم الحسي الحركي على أنه العملية التي ينتج عنها معرفة جديدة (أو فهم) مع اشتراك حركة أجساد المتعلمين في عملية التعلم، وتُجرى هذه الحركات لبناء معرفة جديدة (أو توسيع الموجودة). ووجدت بنزيزن أن التعلم الحسي الحركي - في أفضل حالاته - يتم إنشاؤه عندما يستخدم المتعلمون اللغة (كلماتهم الخاصة) من أجل تعريف وتوضيح وحل وتصنيف كيف تعكس حركة أجسامهم المفهوم الذي يستكشفونه. ومن أمثلة ذلك استخدام طالب الحركة لإيجاد نتيجة جمع 1/2 زائد 3/4 بحركة مناسبة ثم توضيح كيف أن حركته في الفراغ تعكس العملية الحسابية المؤدية للإجابة الصحيحة.

## التعلم الحركي
هو تغيير ناجم عن الممارسة أو تجربة جديدة، في القدرة على الاستجابة. غالبًا ما يتضمن تحسين سلاسة ودقة الحركات، ومن الواضح أنه ضروري للحركات المعقدة مثل التحدث، العزف على البيانو، وتسلق الأشجار؛ ولكن من المهم أيضًا معايرة حركات بسيطة مثل ردود الفعل، حيث تتغير معالم الجسم والبيئة بمرور الوقت. غالبًا ما تأخذ أبحاث التعلم الحركي في الاعتبار المتغيرات التي تسهم في تشكيل برامج المحركات (أي السلوك الحركي الأساسي المؤهل)، وحساسية عمليات كشف الأخطاء، [1] [2] وقوة مخططات الحركة (انظر برنامج المحرك). التعلم الحركي «دائم نسبيا»، حيث يتم اكتساب القدرة على الاستجابة بشكل مناسب والاحتفاظ بها. ونتيجة لذلك، لا ينبغي اعتبار العمليات المؤقتة التي تؤثر على السلوك أثناء الممارسة أو الخبرة التعلم، وإنما تأثيرات أداء عابرة. على هذا النحو، فإن المكونات الرئيسية التي تستند إليها المقاربة السلوكية للتعلم الحركي هي هيكل الممارسة والتغذية الراجعة المقدمة. تتعلق الأولى بالتلاعب في توقيت وتنظيم الممارسة (يحتمل أن تكون للمهام الفرعية المختلفة أو الاختلافات في المهمة) من أجل الاحتفاظ الأمثل بالمعلومات (انظر أيضًا ممارسة متنوعة)، بينما يتعلق الأخير بتأثير ردود الفعل على التحضير والترقب وتوجيه الحركة.

## هيكل الممارسة والتداخل السياقي
تم تعريف التدخل السياقي في الأصل على أنه «تداخل الوظيفة في التعلم المسؤول عن تحسين الذاكرة». [3]
تأثير التداخل السياقي هو «التأثير على تعلم درجة التداخل الوظيفي الموجود في وضع الممارسة عندما يجب تعلم العديد من المهام وممارستها معًا». [4] يعد تباين الممارسة (أو ممارسة متنوعة) عنصراً هاماً للتداخل السياقي، لأنه يضع اختلافات مهمة في عملية التعلم. على الرغم من أن الممارسة المتنوعة قد تؤدي إلى أداء ضعيف خلال مرحلة الاكتساب، إلا أنه من المهم تطوير المخطط، المسئول عن التجميع وتحسين الاحتفاظ بالتعليم الحركي ونقله. [3] [5]
على الرغم من التحسينات في الأداء التي تمت رؤيتها عبر مجموعة من الدراسات، فإن أحد القيود على تأثير التداخل السياقي هو عدم اليقين فيما يتعلق بأسباب تحسين الأداء حيث يتم التلاعب بالعديد من المتغيرات باستمرار. في مراجعة للأدب، [3] يحدد المؤلفون وجود أنماط قليلة لشرح التحسينات في التجارب التي تستخدم نموذج التداخل السياقي. على الرغم من عدم وجود أنماط في الأدبيات، تم تحديد المناطق المشتركة والقيود التي بررت تأثيرات التداخل: [3]
على الرغم من أن المهارات التي يتم تعلمها تتطلب حركات الجسم كله، إلا أن معظم المهام لها ميزة مشتركة؛ كلها تحتوي على مكونات يمكن عزلها.
استخدمت معظم الدراسات التي تدعم تأثير التداخل حركات بطيئة مكنت من ضبط الحركة أثناء تنفيذ الحركة.
وفقا لبعض المؤلفين، قد يتم الحصول على التحويل الثنائي من خلال ظروف ممارسة بديلة، حيث يمكن أن يتطور مصدر المعلومات من كلا جانبي الجسم. على الرغم من التحسينات التي لوحظت في هذه الدراسات، فإن تأثيرات التداخل لن تُعزى إلى تحسيناتهم، وقد تكون مصادفة لخصائص المهمة وجدول الممارسة. [3] [6]
لم يتم تعريف مصطلحات «المهارات المعقدة» بشكل جيد. تم الاستشهاد بالتلاعبات الإجرائية، والتي تختلف بين التجارب (على سبيل المثال، تغيير التشابه بين المهام) كمساهم في تعقيد المهارات.

## نقص الأدلة
على الرغم من أن مفهوم أساليب التعلم شائع بين المعلمين في بعض البلاد (ويعبر الأطفال والكبار عما يفضلونه من وسائط التعلم)، لا يوجد دليل على أن تحديد الطالب لأسلوب تعلمه يجعل المخرجات أفضل، بل على العكس هناك أدلة قوية على أن الافتراضات المترابطة (أن الطالب سوف يتعلم بشكل أفضل إذا درس بالطريقة التي تعتبر مناسبة لنمط تعلم الطالب) غير صالحة للاستخدام. كما أن الدراسات المُصممة تصميمًا جيدًا «تتعارض صراحة مع أشهر الافتراضات المترابطة».
يرى من يدعمون ذلك أن الدليل المتعلق باستفادة المتعلمين بالأسلوب الحسي الحركي في التعليم الخاص (أو المواد المستهدفة) يكون في أفضل أحوال التمازج عند اقتران التعلم الحسي الحركي بالتعلم باللمس (وليس فصلهما) ومن المحتمل أن يسيء المدرسين تحديد أساليب تعلم الطلاب.
ومن جانب آخر أظهرت الدراسات أن أسلوب العروض المختلطة (مثال: استخدام التقنيات السمعية والبصرية) قد ساعد في تحسين النتائج في مختلف الموضوعات. كما أن التعليم الذي يحفز أكثر من التعلم السمعي (على سبيل المثال: التعلم الحسي الحركي) هو الأكثر احتمالاً لتعزيز التعلم في عدد من الطلاب غير المتجانسين.

## وصلات خارجية
- Overview of range of learning styles
- Tips for teaching kinesthetic learners to read
- Tips for kinesthetic learners
- Misdiagnosis of kinesthetic learners with ADHD
- Incidence and description of different learning styles
- Learning styles and pedagogy in post-16 learning: A systematic and critical review, Learning and Skills Research Centre